# Udo Niedergerke

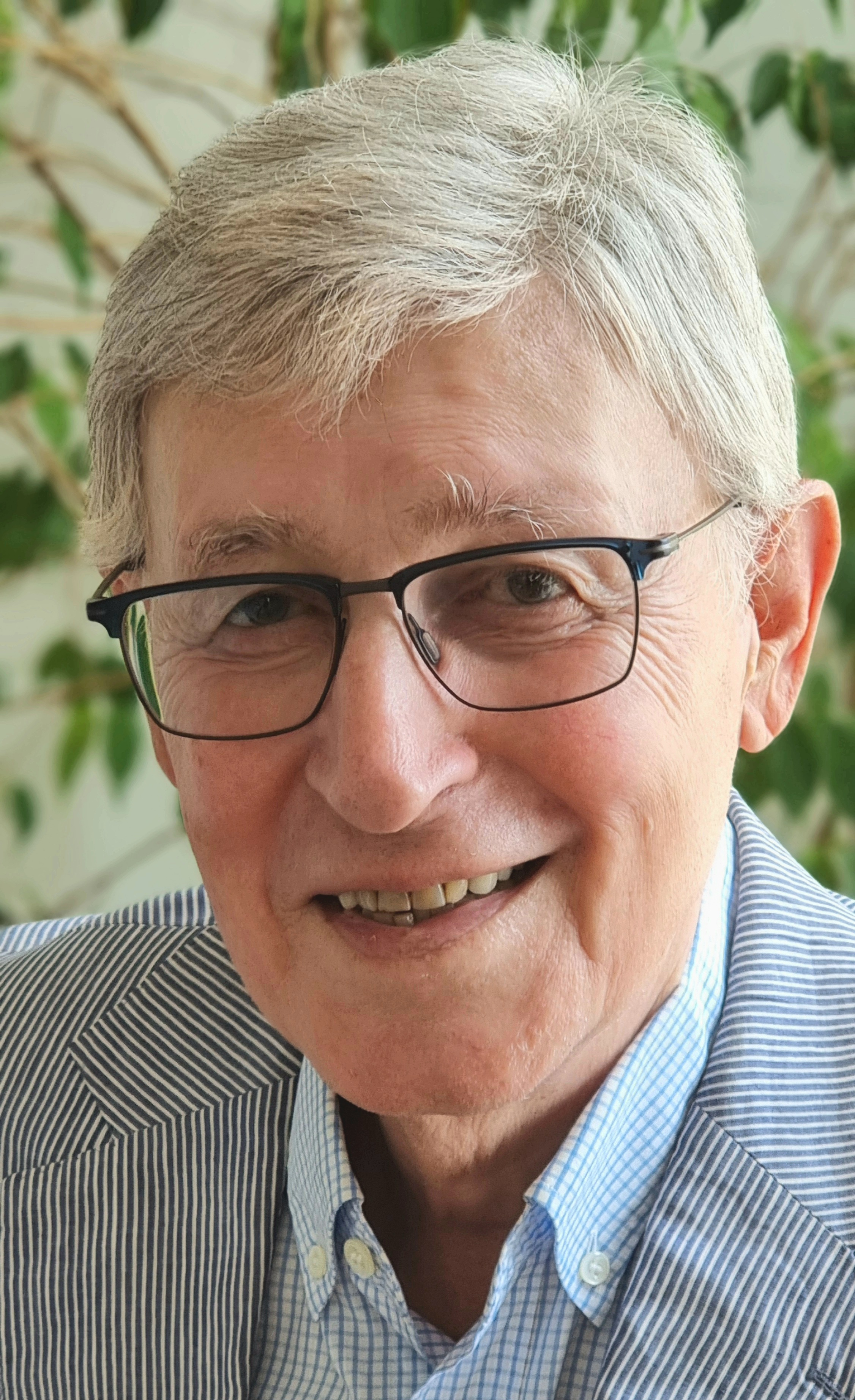
Udo Niedergerke (2024)

Udo Niedergerke (geboren 21. Oktober 1941 in Bad Oeynhausen) ist ein deutscher Arzt, Internist, Rheumatologe und Diabetologe sowie Stifter.

## Leben
Udo Niedergerke wurde im Jahr 1941 als erstes Kind des Stadtangestellten Martin Niedergerke und dessen Ehefrau Resi, geborene Ibold in Bad Oeynhausen geboren und dort katholisch getauft. Nach der Evakuierung der Stadt durch die Britischen Militärbehörden wurde er in dem nahegelegenen Ort Bergkirchen 1948 eingeschult, zog dann aber mit seiner Familie nach Münster. Dort besuchte er die Overbergschule und legte 1961 sein Abitur am Johann-Conrad-Schlaun-Gymnasium ab. Ab demselben Jahr studierte er Medizin an der Westfälischen Wilhelms-Universität in Münster, an der er 1964 seine ärztliche Vorprüfung bestand. Nach seinem Staatsexamen begann er am 1. Oktober 1967 seine ärztliche Tätigkeit als Medizinalassistent an der Medizinischen Fakultät der Eberhard Karls Universität Tübingen. sowie in Münster.
Am 4. Oktober 1968 heiratete er Ricarda Albrecht, dann Ricarda Niedergerke.
Von 1969 bis 1974 durchlief er an der Medizinischen Hochschule Hannover (MHH) eine Weiterbildung zum Facharzt für Innere Medizin. 1974 bis 1975 arbeitete er als Oberarzt in Bochum, bevor er von 1976 bis 2006 als Hausärztlicher Internist in seiner eigenen Praxis in Hannover-Misburg wirkte. In diesem Zeitraum erwarb er zusätzlich die Qualifikation als Rheumatologe sowie bei der Deutschen Diabetes Gesellschaft (DDG) die Qualifikation als Diabetologe.
Zu den zahlreichen ehrenamtlichen Aktivitäten Niedergerkes zählt das Wirken von 1973 bis 1974 als stellvertretender Landesvorsitzender des Marburger Bundes in Niedersachsen.
Von 1981 bis 2005 war er Mitglied der Kammerversammlung der Ärztekammer Niedersachsen.

## Ricarda und Udo Niedergerke Stiftung

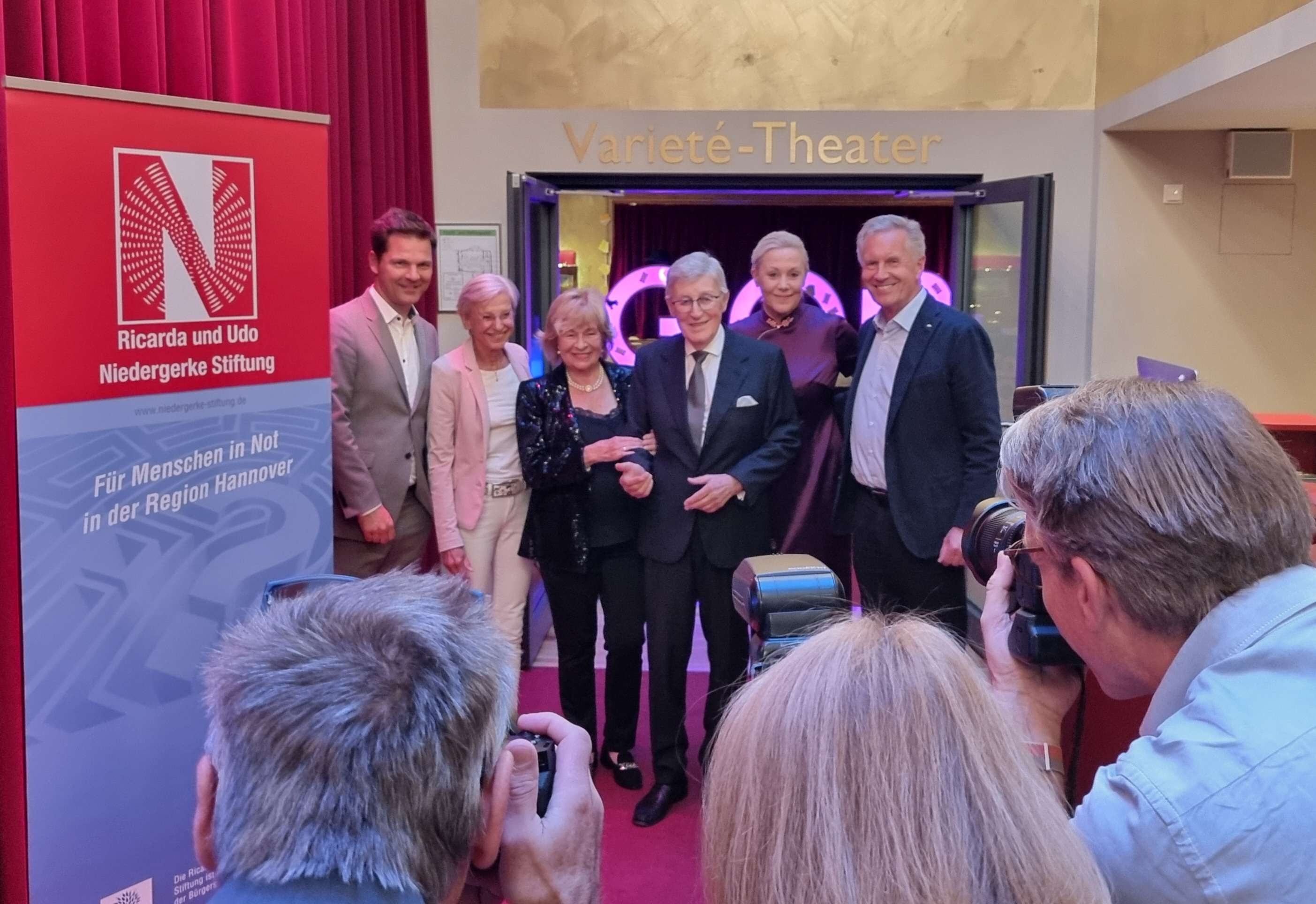
Benefiz-Gala 2024 im GOP Varieté-Theater Hannover;
mit Christian Wulff und Bettina Wulff

Nachdem Ricarda und Udo Niedergerke 2007 ihre beiden Misburger Praxen verkauft hatten, gründeten sie im Folgejahr 2008 die Ricarda und Udo Niedergerke Stiftung als Treuhandstiftung der Bürgerstiftung Hannover. Zweck der Stiftung, für die der ehemalige hannoversche Oberbürgermeister und später niedersächsische Ministerpräsident Stephan Weil die Schirmherrschaft übernahm, ist die Hilfe für Menschen in Not, insbesondere Obdachlose mit fehlendem Krankenversicherungsschutz. Die Niedergerkes statten die Stiftung mit einem anfänglichen Stiftungskapital von 60000 Euro aus.
2011 wurden bei einer Kunstauktion in der Galerie Depelmann in Langenhagen durch den Direktor der Kestnergesellschaft Veit Görner als Auktionator rund 40000 Euro für den Stiftungszweck erlöst. Erneut bei Depelmann erbrachte die von Ulrich Krempel vom Sprengel Museum 2013 durchgeführte Kunstauktion rund 30000 Euro.
Mit den Spendenerlösen konnte das Ehepaar beispielsweise im Winter 2020/2021 mit rund 100.000 Euro mehr als 30 Obdachlosen für insgesamt vier Monate in zwei Hotels am Steintor „eine sichere Bleibe“ ermöglichen.
2017 förderte die Stiftung eine im Neuen Rathaus gestartete Wanderausstellung mit Fotografien, in denen Obdachlose ihre Sicht auf die Straße festhielten; in gebundener Form erschien eine Auswahl im Asphalt-Magazin als Sondernummer Mein Hannover – Menschen ohne Wohnung fotografieren ihre Stadt. Zum Thema referierten vor Ort unter anderem Oskar Negt.
Allein in den ersten 10 Jahren ihres Bestehens sammelte die Stiftung bis 2018 mehr als 500000 Euro ein, mit denen mehr als 130 Projekte in der Region Hannover realisiert werden konnten; neben Straßenambulanz beispielsweise Projekte für Flüchtlinge und Migranten.
Später stellte die Stiftung 150000 Euro zur Sicherung von zwei Krankenwohnungen der Diakonie für 5 Jahre zur Verfügung.

## Auszeichnungen

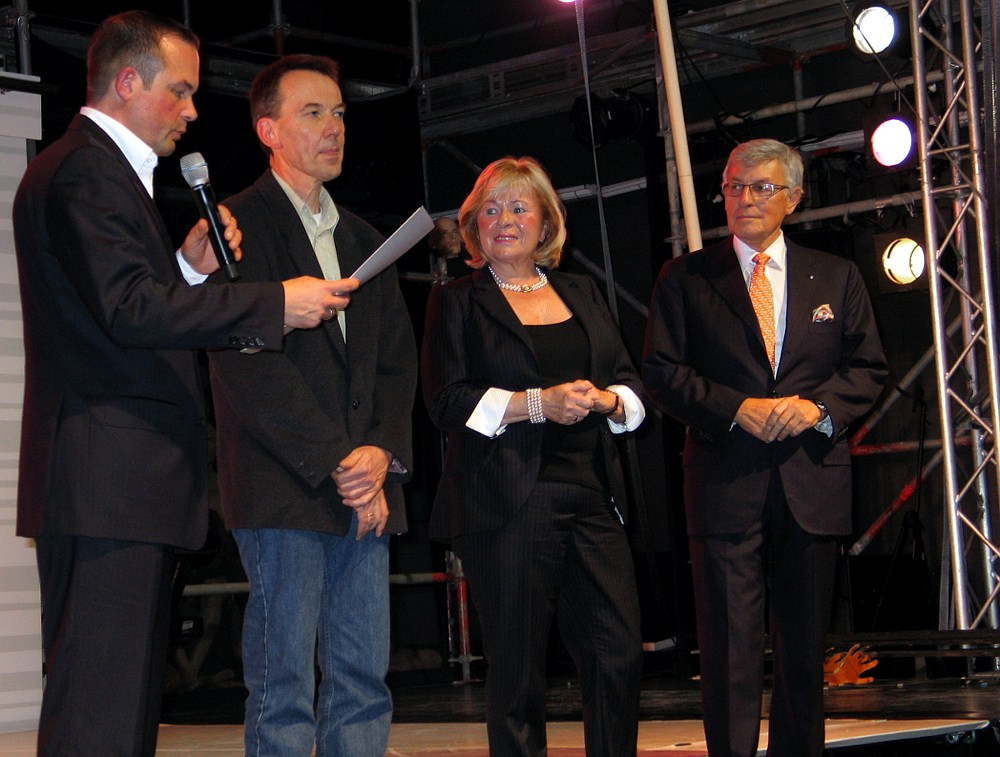
Verleihung des Stadtkulturpreises 2012 in der Orangerie in Herrenhausen

- 2007: Ehrenplakette der Ärztekammer Niedersachsen für besondere Verdienste[12]
- 2012: Stadtkulturpreis Hannover, Sonderpreis für herausragendes bürgerschaftliches Engagement[4]
- 2014: Verleihung der Stadtplakette Hannover für hervorragendes Wirken zum Wohle der Allgemeinheit[4]
- 2019: Bundesverdienstkreuz am Bande[4]

## Schriften (Auswahl)

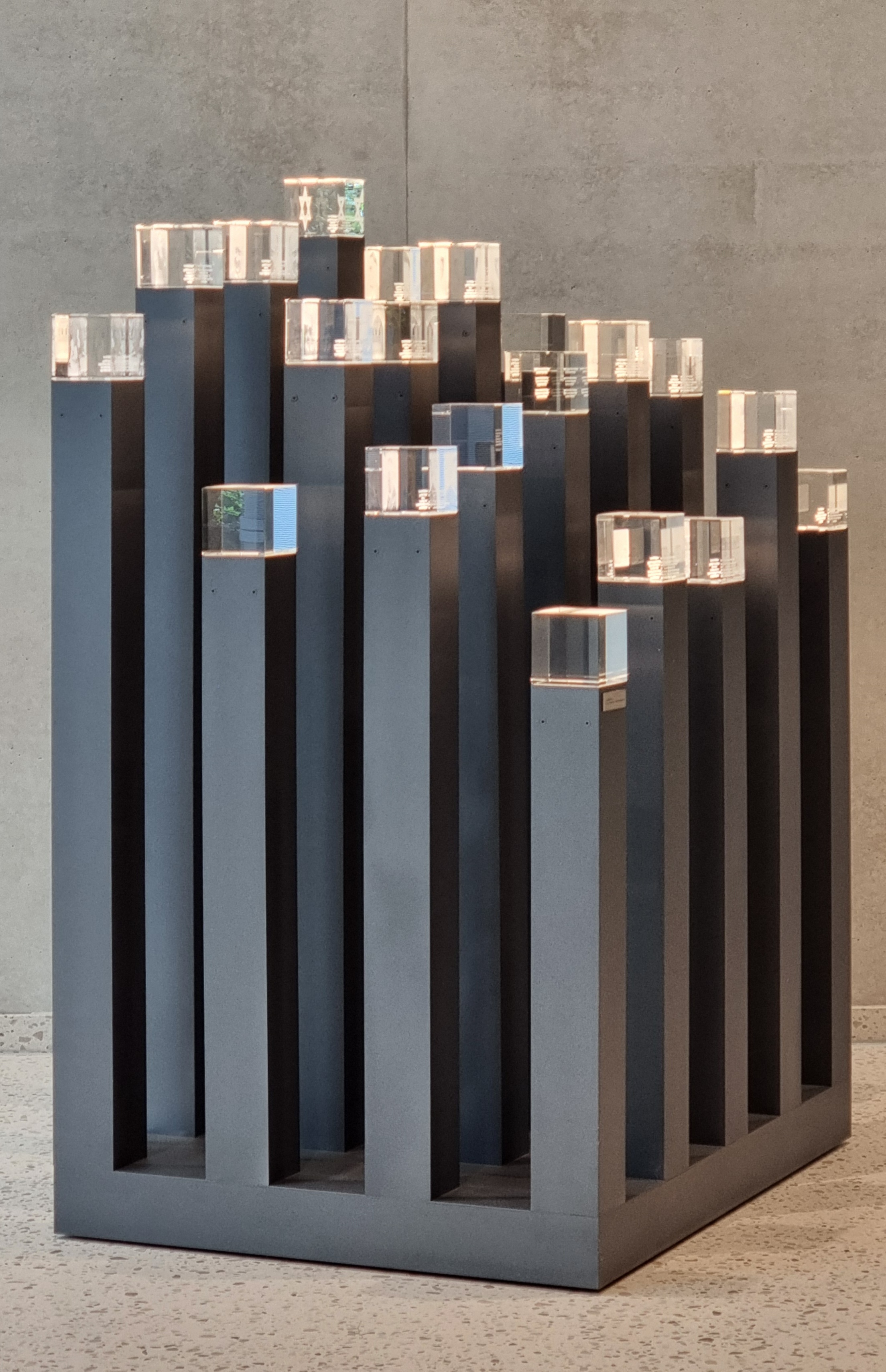
2008 von Ricarda und Udo Niedergerke gestiftetes Mahnmal zur Erinnerung an verfolgte jüdische Ärzte in Hannover;
bei der Ärztekammer Niedersachsen, Haus Berliner Allee 20

- Experimentelle Untersuchungen über den Einfluß von Penicillin, Tetracyclin, Resochin und Cortison auf die Antikörperbildung. Ein Beitrag zur Ätiologie und Therapie der Akrodermatitis chronica atrophicans, der circumscripten und diffusen Sklerodermie und der Lymphadenosis cutis benigna, Dissertation vom 3. Mai 1968 an der Medizinischen Fakultät der Universität Münster, Münster 1968; Inhaltsverzeichnis
- Die Entwicklung der medizinischen Versorgung in Misburg. In: Wolfgang Illmer (Hrsg.): Chronik Misburg. Ursprung bis Gegenwart, 1. Auflage, Hannover-Misburg: W. Illmer, 2012, ISBN 978-3-00-038582-7, S. 282–290